# فليتشير تومسون
فليتشير تومسون (بالإنجليزية: Fletcher Thompson)‏ هو محامي وضابط وسياسي أمريكي، ولد في 5 فبراير 1925 في الولايات المتحدة. حزبياً، نشط في الحزب الجمهوري. وقد انتخب عضو مجلس النواب الأمريكي.